# 森笠繁
森笠 繁（もりかさ しげる、1976年10月4日 - ）は、神奈川県横須賀市出身の元プロ野球選手（外野手）。

## 経歴

### プロ入り前
1976年に神奈川県小田原市で生まれ、横須賀市で育つ。国学院久我山高等学校では3年時の全国高等学校野球選手権西東京大会でベスト8。関東学院大学に進学後、1イニングに満塁本塁打と3ラン本塁打を放ち、スカウトから注目を集め、「金本2世」と評されていた。最優秀選手3回、首位打者1回、最多打点3回、ベストナイン4回。
1998年、ドラフト4位で広島東洋カープに入団。

### 広島時代
即戦力ルーキーとして1999年（1年目）より29試合に出場する。同年4月7日の対阪神タイガース戦（広島市民球場）で、2番ライトでプロ入り初スタメン出場。
2001年には戦列を離れた前田智徳に代わり3番で出場することもあった。
2003年には5月23日の対中日ドラゴンズ戦（広島市民球場）で初の1試合2本塁打を記録するなど、自己最多となる117試合に出場する。
2005年は主に代打で出場する。代打率.361はこの年のリーグトップだった。
2006年にはセ・リーグ3位となる4本の三塁打を放つ。9月24日の対横浜ベイスターズ21回戦ではプロ初の4番を経験した。
2008年は、天谷宗一郎や赤松真人の台頭もあり出場機会が減少、わずか9安打に終わる。シーズン終了後にFA権を行使するか注目されたが、トレードを前提とした残留を決め、11月17日に金銭トレードで横浜ベイスターズへ移籍した。

### 横浜時代

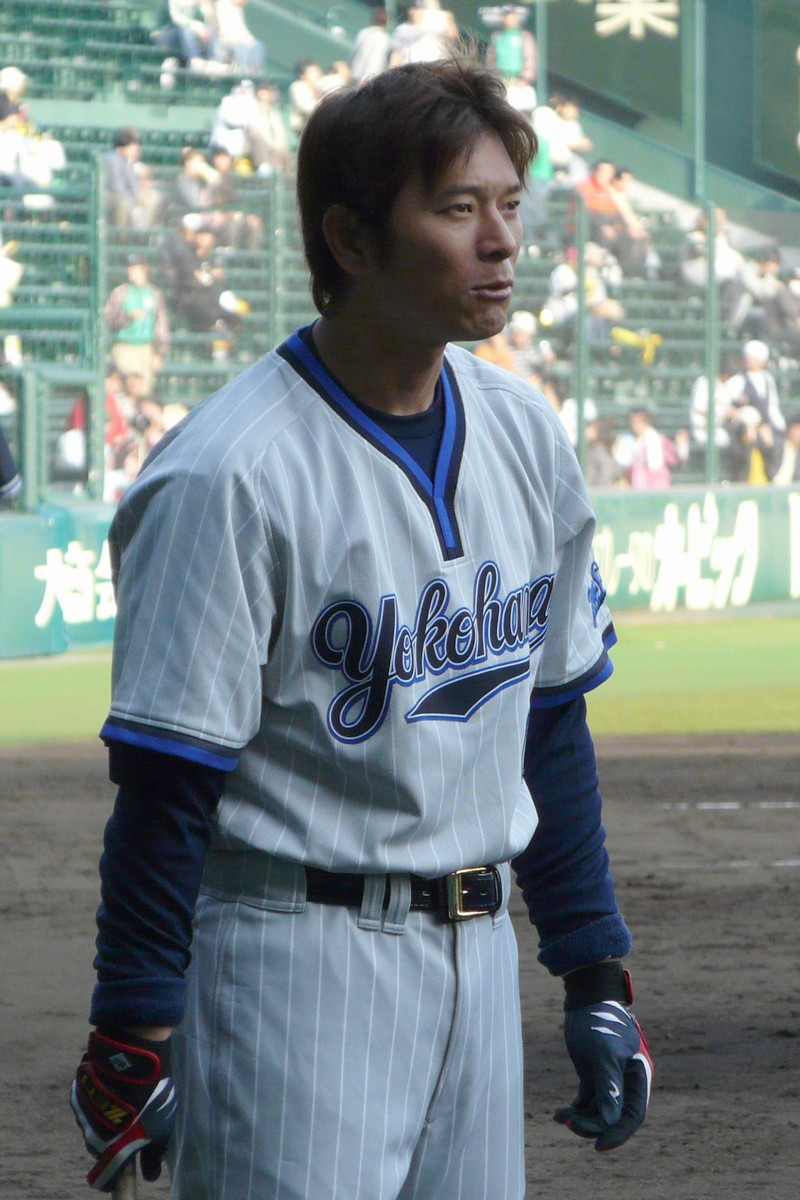
横浜時代（2009年4月30日、阪神甲子園球場）

2009年4月9日の対読売ジャイアンツ戦で代打で移籍後初出場し、適時打を放った。大矢明彦が休養し、代行として田代富雄が就任してからは出場機会も徐々に増加。7月20日の対読売ジャイアンツ戦では、欠場した内川聖一に代わって3番・左翼手でスタメン出場し、2安打3打点の活躍でチームの勝利に貢献、移籍後初のお立ち台に上がる。8月4日の対東京ヤクルトスワローズ戦では、守護神の林昌勇から代打同点本塁打を放つなど、打率こそ1割台に終わったが、代打では存在感を見せた。
2010年は新たにターメル・スレッジ・早川大輔が加入して外野手争いが激化したことで出場機会に恵まれず、シーズンを通じて2軍暮らしが多く、安打数も1本にとどまった。10月2日に現役引退を表明する。

### 引退後
2011年から古巣広島の三軍野手コーチに就任。2012年からは二軍打撃コーチを務め、小園海斗を育て、林晃汰、宇草孔基らを鍛え、1軍の戦力として送り込んだ。2022年限りで退団。
2023年からは福岡ソフトバンクホークスの四軍打撃コーチを務める。

## 人物
愛称は吉川晃司の曲からもじった「モニカ」。
広島時代の2000年に、当時発行された週刊ベースボール選手名鑑の「好みの女性のタイプ」欄に「藤崎詩織（ときめきメモリアルのヒロイン）」と書かれていたことがある（ルーキー時代はリヴ・タイラー）。選手名鑑2007年2月24日号によると、森笠が「適当にお願いします」と言ったところ勝手に書かれたとのことで、本人はファンレターが来るまで知らなかったらしい。この件以来「ときめきメ森笠」とも呼ばれるようになった。
ヒーローインタビューの後にはインタビュアーに必ず一礼している。
前田智徳と公私ともに仲が良く、ゴルフコンペなどではベテラン勢はベテラン同士回る選手が多い中で、必ず同じ組で回っていた。また、前田が2000本安打を達成した際に、試合後のインタビューで前田が「森笠繁の、あのバカのヒットがあって…」と仲が良いことを裏付けるコメントをしている。
プロ入り前は右打ち。その後、両打ち（スイッチヒッター）を経て左打ちとなる。しかし、その後も度々両打ちにも挑戦するが、最終的に左打ちとなる。現役時代、一時期、試合中に半袖シャツをまくり上げて、二の腕を出すスタイルを取っていたが、浅井樹の影響によるものである。

## 詳細情報

### 年度別打撃成績
| 年 度      | 球 団      | 試 合 | 打 席 | 打 数 | 得 点 | 安 打 | 二 塁 打 | 三 塁 打 | 本 塁 打 | 塁 打 | 打 点 | 盗 塁 | 盗 塁 死 | 犠 打 | 犠 飛 | 四 球 | 敬 遠 | 死 球 | 三 振 | 併 殺 打 | 打 率 | 出 塁 率 | 長 打 率 | O P S |
| ---------- | ---------- | ----- | ----- | ----- | ----- | ----- | -------- | -------- | -------- | ----- | ----- | ----- | -------- | ----- | ----- | ----- | ----- | ----- | ----- | -------- | ----- | -------- | -------- | ----- |
| 1999       | 広島       | 29    | 35    | 32    | 5     | 7     | 2        | 0        | 0        | 9     | 0     | 2     | 0        | 0     | 0     | 3     | 0     | 0     | 10    | 0        | .219  | .286     | .281     | .567  |
| 2000       | 広島       | 91    | 157   | 148   | 15    | 35    | 8        | 0        | 2        | 49    | 11    | 10    | 0        | 1     | 0     | 7     | 0     | 1     | 46    | 1        | .236  | .276     | .331     | .607  |
| 2001       | 広島       | 53    | 67    | 62    | 10    | 17    | 6        | 0        | 0        | 23    | 1     | 3     | 1        | 2     | 0     | 3     | 1     | 0     | 18    | 0        | .274  | .308     | .371     | .679  |
| 2002       | 広島       | 24    | 19    | 19    | 2     | 0     | 0        | 0        | 0        | 0     | 0     | 0     | 0        | 0     | 0     | 0     | 0     | 0     | 9     | 0        | .000  | .000     | .000     | .000  |
| 2003       | 広島       | 117   | 286   | 257   | 41    | 68    | 17       | 1        | 6        | 105   | 25    | 8     | 3        | 3     | 2     | 19    | 3     | 5     | 55    | 1        | .265  | .325     | .409     | .734  |
| 2004       | 広島       | 108   | 195   | 174   | 24    | 48    | 4        | 1        | 1        | 57    | 10    | 4     | 2        | 4     | 0     | 15    | 1     | 2     | 26    | 2        | .276  | .340     | .328     | .668  |
| 2005       | 広島       | 90    | 176   | 170   | 22    | 52    | 14       | 0        | 2        | 72    | 15    | 2     | 1        | 2     | 0     | 3     | 0     | 1     | 23    | 3        | .306  | .322     | .424     | .745  |
| 2006       | 広島       | 115   | 316   | 291   | 24    | 85    | 11       | 4        | 6        | 122   | 31    | 1     | 4        | 4     | 1     | 18    | 1     | 2     | 53    | 4        | .292  | .337     | .419     | .756  |
| 2007       | 広島       | 107   | 273   | 258   | 19    | 70    | 8        | 0        | 2        | 84    | 20    | 3     | 2        | 3     | 1     | 11    | 0     | 0     | 42    | 7        | .271  | .300     | .326     | .626  |
| 2008       | 広島       | 40    | 47    | 43    | 1     | 9     | 4        | 0        | 0        | 13    | 1     | 0     | 0        | 1     | 0     | 3     | 0     | 0     | 10    | 1        | .209  | .261     | .302     | .563  |
| 2009       | 横浜       | 62    | 113   | 101   | 13    | 20    | 6        | 0        | 2        | 32    | 11    | 1     | 0        | 1     | 2     | 8     | 0     | 1     | 23    | 3        | .198  | .259     | .317     | .576  |
| 2010       | 横浜       | 4     | 8     | 8     | 0     | 1     | 0        | 0        | 0        | 1     | 0     | 0     | 0        | 0     | 0     | 0     | 0     | 0     | 0     | 0        | .125  | .125     | .125     | .250  |
| 通算：12年 | 通算：12年 | 840   | 1692  | 1563  | 176   | 412   | 80       | 6        | 21       | 567   | 125   | 34    | 13       | 21    | 6     | 90    | 6     | 12    | 315   | 22       | .264  | .308     | .363     | .671  |

### 年度別守備成績
| 年 度 | 球 団 | 外野  | 外野  | 外野  | 外野  | 外野  | 外野     |
| 年 度 | 球 団 | 試 合 | 刺 殺 | 補 殺 | 失 策 | 併 殺 | 守 備 率 |
| ----- | ----- | ----- | ----- | ----- | ----- | ----- | -------- |
| 1999  | 広島  | 14    | 5     | 0     | 0     | 0     | 1.000    |
| 2000  | 広島  | 61    | 55    | 3     | 1     | 0     | .983     |
| 2001  | 広島  | 34    | 36    | 2     | 1     | 1     | .974     |
| 2002  | 広島  | 11    | 3     | 0     | 0     | 0     | 1.000    |
| 2003  | 広島  | 92    | 104   | 3     | 2     | 0     | .982     |
| 2004  | 広島  | 78    | 55    | 4     | 1     | 0     | .983     |
| 2005  | 広島  | 64    | 66    | 2     | 1     | 1     | .986     |
| 2006  | 広島  | 90    | 136   | 5     | 1     | 0     | .993     |
| 2007  | 広島  | 70    | 98    | 2     | 0     | 0     | 1.000    |
| 2008  | 広島  | 5     | 3     | 0     | 0     | 0     | 1.000    |
| 2009  | 横浜  | 20    | 23    | 1     | 0     | 0     | 1.000    |
| 2010  | 横浜  | 3     | 8     | 0     | 0     | 0     | 1.000    |
| 通算  | 通算  | 542   | 592   | 22    | 7     | 2     | .989     |

### 記録
初記録
- 初出場：1999年4月2日、対中日ドラゴンズ1回戦（ナゴヤドーム）、7回表に西山秀二の代打で出場
- 初打席・初安打：同上、7回表に正津英志から右中間二塁打
- 初先発出場：1999年4月7日、対阪神タイガース2回戦（広島市民球場）、2番・左翼手で先発出場
- 初盗塁：1999年6月9日、対阪神タイガース10回戦（大阪ドーム）、7回表に二盗（投手：福原忍、捕手：矢野輝弘）
- 初打点：2000年6月6日、対横浜ベイスターズ8回戦（平塚球場）、7回表に斎藤隆から右前適時打
- 初本塁打：2000年6月7日、対横浜ベイスターズ9回戦（横浜スタジアム）、3回表に小宮山悟から右越ソロ

### 背番号
- 41（1999年 - 2008年）
- 00（2009年 - 2010年）
- 92（2011年 - 2022年）
- 013（2023年 - ）